# Acid android tour 2006
『acid android tour 2006』（アシッド アンドロイド ツアー にせんろく）は、日本のロックバンド・L'Arc〜en〜Cielのドラマー、yukihiroのソロプロジェクトであるacid androidのライヴビデオ。2006年11月22日発売。発売元はKi/oon Records。

## 解説
ライヴビデオ『acid android live 2003』以来約2年8ヶ月ぶり2作目となる映像作品のリリース。
本作は、2006年5月12日より、全国34ヶ所35公演で開催した自身最長となるライヴツアー「acid android tour 2006」から、同年8月6日の品川ステラボール公演の模様を収録したライヴビデオとなっている。また、本作には特典映像として、ツアーの裏側を追った映像が収録されている。なお、このライヴツアーでは、2006年に発表したアルバム『purification』に収録曲を中心としたセットリストが組まれている。

## 収録曲
1. purification
2. hallucination
3. perpetual motion
4. circles
5. pause in end
6. chill
7. chaotic equal thing
8. let's dance
9. imagining noises
10. ring the noise
11. daze
12. enmity